# 2346 Lilio
2346 Lilio eller 1934 CB är en asteroid i huvudbältet, som upptäcktes 5 februari 1934 av den tyske astronomen Karl Wilhelm Reinmuth i Heidelberg. Den har fått sitt namn efter italienaren Luigi Lilio.
Asteroiden har en diameter på ungefär 26 kilometer.